# Santa Maria della Versa
Santa Maria della Versa is een gemeente in de Italiaanse provincie Pavia (regio Lombardije) en telt 2599 inwoners (31-12-2004). De oppervlakte bedraagt 18,7 km², de bevolkingsdichtheid is 143 inwoners per km².

## Demografie
Santa Maria della Versa telt ongeveer 1126 huishoudens. Het aantal inwoners daalde in de periode 1991-2001 met 1,5% volgens cijfers uit de tienjaarlijkse volkstellingen van ISTAT.
| Jaar | Inwoneraantal |
| ---- | ------------- |
| 1991 | 2623          |
| 2001 | 2584          |

## Geografie
Santa Maria della Versa grenst aan de volgende gemeenten: Alta Val Tidone (PC), Castana, Golferenzo, Lirio, Montecalvo Versiggia, Montù Beccaria, Pietra de' Giorgi, Rovescala, Ziano Piacentino (PC).